# Hebdomophruda apicata
Hebdomophruda apicata là một loài bướm đêm trong họ Geometridae.